# Holdingford
Holdingford är en ort i Stearns County i Minnesota. Vid 2010 års folkräkning hade Holdingford 708 invånare.